# Gert Verheyen
Pour les articles homonymes, voir Verheyen.
Gert Verheyen, né le 20 septembre 1970 à Hoogstraten, est un ancien footballeur international belge devenu entraîneur. Il est analyste vidéo pour Eleven Sports, Sporza et Proximus.

## Biographie
Fils du Diable rouge, Jan Verheyen, c'était un attaquant qui a marqué de nombreux buts décisifs pour le FC Bruges.  Il avait rejoint Bruges en 1992 en provenance des rivaux du RSC Anderlecht. 
Il a été Diable Rouge à 50 reprises et a marqué 10 buts. Il était d'ailleurs vice-capitaine en 2002 lors de la dernière épopée marquante de la Belgique en Coupe du monde. Beaucoup d'observateurs faisaient de lui le deuxième homme fort du groupe derrière l'emblèmatique Marc Wilmots. 
Il a disputé 415 matchs de championnat pour le club et marqué 155 buts. 47 matchs de coupe (17 buts) et 88 matchs de coupe d'Europe (23 buts). À 35 ans, après avoir voulu prolonger d'un an sa carrière, il a finalement décidé de raccrocher les crampons à la fin de la saison 2005-2006. La saison suivante, il reste au club et entraîne l'équipe espoir avant de décider de quitter définitivement le monde du football.
En 2009, il intègre l'équipe de Belgique de beach soccer dans le but de qualifier l'équipe pour la Coupe du monde de football de plage de 2011 qui aura lieu en Italie.
Le 25 avril 2018, il signe un contrat portant sur 3 saisons pour entrainer à partir de la saison 2018-2019 le KV Ostende, en remplacement d'Adnan Čustović.
Le 6 mars 2019, malgré le maintien du club côtier en D1A, Gert Verheyen décide de quitter le club avec effet immédiat à la suite d'une série de 11 matches sans victoire.

## Palmarès
- 5 fois champion de Belgique avec le RSC Anderlecht en 1991 et avec le FC Bruges en 1996, 1998, 2003 et 2005
- 5 fois vainqueur de la coupe de Belgique avec le RSC Anderlecht en 1989 et avec le FC Bruges en 1995, 1996, 2002 et 2004
- 6 fois vainqueur de la Supercoupe de Belgique avec le FC Bruges : 1994, 1996, 1998, 2002, 2003 et 2005